# Phillips Gybbon
Phillips Gybbon (11 octobre 1678 - 12 mars 1762), de Hole Park, à Rolvenden, dans le Kent, est un homme politique anglais whig qui siège à la Chambre des communes entre 1707 et 1762.

## Biographie

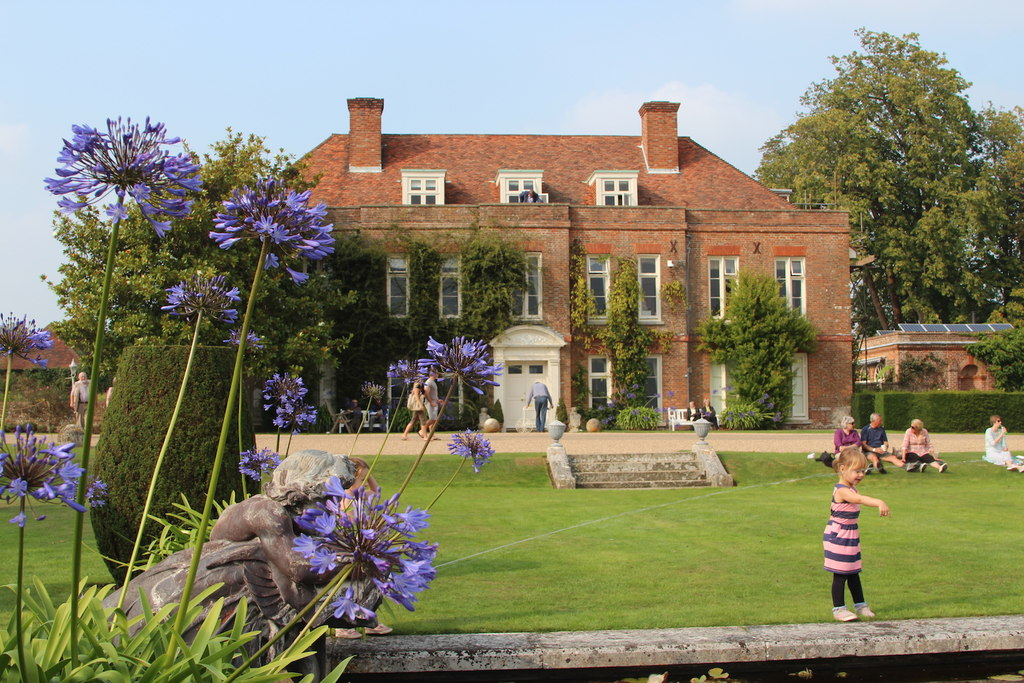
Hole Park, Rolvenden

Il est le fils de Robert Gybbon de Hole Park et de son épouse Elizabeth Phillips, fille de John Phillips de St. Clement Danes. Il a voyagé à l'étranger en Hollande et en Allemagne et est entré au Middle Temple en 1694. Il succède à son père en 1719.
Il entre au Parlement en 1707 en tant que député whig de Rye et représente la circonscription jusqu'à sa mort, 55 ans plus tard. Il devint par la suite père de la Chambre des communes à partir de 1749. Au début de sa carrière, il est nommé commissaire du revenu en Irlande, et dans les années 1720, il est président du comité des privilèges et des élections. De 1726 à 1730, il est arpenteur général des recettes foncières. Pendant les années qui suivirent, il est dans l'opposition et soutenait William Pulteney (1er comte de Bath) contre l'administration de Robert Walpole. À la chute de Walpole en 1742, il est nommé Lord du Trésor dans le gouvernement de Wilmington. Il reste en place après le remplacement de Wilmington par Henry Pelham en 1743, mais perd son poste après le remaniement qui suit le limogeage de Carteret à la fin de 1744.
Il meurt en 1762. Il épouse Catherine, fille de Honor Bier, avec qui il a une fille unique. Elle laisse Hole Park à une Mme Jefferson qui est mariée à un John Beardsworth.